# Sir (film)
Sir – powstały w koprodukcji indyjsko-francuskiej melodramat z 2018 roku w reżyserii Roheny Gera, z Tillotamą Shome i Vivkiem Gomber w rolach głównych.

## Premiera
Film miał swoją premierę podczas Festiwalu Filmowego w Cannes 14 maja 2018 roku, podczas „Semaine de la Critique”. W Polsce prezentowany był podczas WMFF 12 października 2018 roku. Do szerokiej dystrybucji kinowej we Francji obraz wszedł 26 grudnia 2018. 

## Fabuła
Akcja filmu rozgrywa się w Bombaju w czasach współczesnych. Dobrze usytuowany młody architekt nie żeni się, zrywając zaręczyny tuż przed ślubem. Jego mieszkaniem opiekuje się, przybyła z prowincji wdowa, która pomaga mu w przejściu przez trudne doświadczenie. Młodych oddziela niewidzialna granica.

## Obsada
W filmie wystąpili, m.in.:
- Tillotama Shome jako Ratna
- Vivek Gomber jako Ashwin
- Geetanjali Kulkarni jako Laxmi
- Chandrachoor Rai jako Vicky
- Bhagyashree Pandit jako Choti
- Rahul Vohra jako ojciec
- Anupriya Goenka jako Ankita
- Divya Seth Shah jako matka
- Dilnaz Irani jako Nandita
- Akash Sinha jako Raju
- Rashi Mal jako Sabina

## Nagrody i nominacje (wybrane)
Festiwal Filmowy w Cannes 2018
- Wygrana Nagroda Fundacji Gan za dystrybucję Rohena Gera (nagroda specjalna)[4]

Warszawski Międzynarodowy Festiwal Filmowy 2018
- Nominacja Sekcja Odkrycia Rohena Gera[4]